# Mesochorus limbatus
Mesochorus limbatus är en stekelart som beskrevs av Dasch 1974. Mesochorus limbatus ingår i släktet Mesochorus och familjen brokparasitsteklar. Inga underarter finns listade i Catalogue of Life.